# Elin Sjöström
Elin Maria Sjöström, född Sundeberg 19 mars 1851 S:t Michel, död 18 maj 1936 i Helsingfors, var en finländsk feminist. Hon var ordförande för Finsk kvinnoförening 1904–1909 och grundare till Kvinnoorganisationernas centralförbund 1911. 
Sjöströms föräldrar var vice landskamreraren Gabriel Wilhelm Sundeberg och Sophie Jacobina Stenij. Hon gick i flickskola först i Heinola och sedan i Helsingfors, och själv arbetade hon som lärare vid Heinola flickskola 1868–1869. 
Sjöström började arbeta i den finska kvinnoföreningen direkt efter grundandet 1884. Hon var föreningens vice ordförande 1887–1888, sekreterare 1889–1904 och ordförande 1904–1909 då Alexandra Gripenberg var partipolitiskt aktiv. 
Sjöström var också engagerad i den internationella kvinnoparaplyorganisationen International Council of Womens verksamhet och grundade 1911 Finlands Kvinnors Riksförbund (Kvinnoorganisationernas centralförbund). 
Därutöver tjänstgjorde hon bland annat som ledamot av pedagogiska ekonomiska skolans styrelse från 1891 och som ordförande 1910–1928. Hon var också ledamot i styrelserna för Helsingfors Flickskola och Konkordiaförbundet. Sjöström gav ut verken Vegetabilisk mat åt alla (1913) och Kalliinajas kokbok (1919), dessutom skrev hon mycket för tidningar.
Sjöströms make från 1869 var biträdande kamrerare i senatens finansutskott, kammarrådet Bernd Ferdinand Sjöström (d. 1893).